# Platystele cellulosa
Platystele cellulosa är en orkidéart som beskrevs av Carlyle August Luer och Alexander Charles Hirtz. Platystele cellulosa ingår i släktet Platystele och familjen orkidéer.
Artens utbredningsområde är Ecuador. Inga underarter finns listade i Catalogue of Life.